# 策德布·达希道尔吉
策德布·达希道尔吉（？—）蒙古族，籍贯不详，蒙古国政治人物。

## 生平
2012年1月，达希道尔吉被任命为巴特包勒德改组内阁的蒙古国交通、运输、建筑和城市建设部部长。随后，在2012年举行的国家大呼拉尔选举中，达希道尔吉作为蒙古人民党候选人在戈壁阿尔泰省当选国家大呼拉尔委员。2016年，出任额尔登巴特内阁的矿业和重工业部部长。